# Kallstroemia curta
Kallstroemia curta är en pockenholtsväxtart som beskrevs av Per Axel Rydberg. Kallstroemia curta ingår i släktet Kallstroemia och familjen pockenholtsväxter. Inga underarter finns listade i Catalogue of Life.